# Église Saint-Michel d'Ave
L'église Saint-Michel est un édifice religieux catholique d'origine médiévale situé dans le village d'Ave faisant partie de la commune de Rochefort en province de Namur (Belgique). L'église et ses abords sont classés au patrimoine immobilier de Wallonie.

## Situation
L'église est bâtie au centre du village d'Ave, le long de la rue de Wellin (route nationale 86). L'église est entourée d'un vieux cimetière ceint d'un mur en pierre calcaire comprenant deux entrées avec grilles.

## Historique
Certains éléments du gros œuvre de l'église datent au XIIIe siècle. L'édifice a été en grande partie reconstruit au cours du XVIe siècle. Il est à nouveau modifié à deux reprises au XVIIe siècle et surtout au XVIIIe siècle pour une partie de la nef et la tour.

## Description
L'édifice construit en pierre calcaire et grès est composé d'une nef de trois travées et d'un chœur d'une travée plus étroit et plus bas avec un chevet à trois pans coupé. Les parties supérieures de la nef sont principalement bâties en grès brun. Les sept baies ornées de vitraux sont à linteau cintré et datent de la rénovation du XVIIIe siècle. La tour est construite (ou reconstruite) en 1772 avec une proportion calcaire-grès plus équilibrée que pour le reste du bâtiment. La porte d'entrée est percée sous un encadrement en anse de panier orné d'une coquille de style Louis XV portant la date 17/72. Le clocher présente une toiture élaborée à plusieurs niveaux en ardoises se terminant par une petite flèche octogonale surmontée d'une croix en fer forgé et d'un coq en girouette.

## Classement
L'église Saint-Michel, le mur du cimetière et l'ensemble formé par cet édifice, les tilleuls, le cimetière et la place sont un bien classé depuis le 14 janvier 1977 et est reprise sur la liste du patrimoine immobilier classé de Rochefort.